# Igor Murín
Igor Murín (* 1. březen 1973) je bývalý slovenský hokejový brankář.

## Hráčská kariéra
Do brankářské výstroje se poprvé oblékl v rodném Trenčíně, se kterým v sezóně 1991/92 vyhrál federální ligu a dvakrát slovenskou nejvyšší soutěž. Během sezóny 2001/02 zamířil do Mettalurgu Novokuzněck. V sezóně 2003/04 zamířil do Zlína, kde pod Ernestem Bokrošem získal pohár pro vítěze extraligy. V této sezóně byl vyhlášen nejlepším brankářem ELH. V následující sezóně tým Hamé Zlín získal stříbro.
Během sezóny 2008/09 opustil Zlín a sezónu odchytal ve Zvolenu. Poté se vrátil do Dukly, kde však pravidelně nechytal a ocitl se i na hostování v Považské Bystrici. Poté pomohl Žilině udržet se v soutěži.
- 1991-92 HC Dukla Trenčín
- 1992-93 HC Dukla Trenčín
- 1993-94 HC Dukla Trenčín
- 1994-95 HC Dukla Trenčín
- 1995-96 HC Dukla Trenčín
- 1996-97 HC Dukla Trenčín
- 1997-98 HC Dukla Trenčín
- 1998-99 HC Dukla Trenčín
- 1999-00 HC Dukla Trenčín
- 2000-01 HC Dukla Trenčín
- 2001-02 HC Dukla Trenčín, Metallurg Novokuzněck (Rusko)
- 2002-03 HC Dukla Trenčín
- 2003-04 HC Hamé Zlín
- 2004-05 HC Hamé Zlín
- 2005-06 HC Hamé Zlín
- 2006-07 HC Hamé Zlín
- 2007-08 RI Okna Zlín
- 2008-09 Ri Okna Zlín, HKm Zvolen
- 2009-10 HC Dukla Trenčín
- 2010-11 HC Dukla Trenčín, HK 95 Považská Bystrica, MsHK DOXXbet Žilina
- 2011-12 MsHK DOXXbet Žilina, HK Puchov

## Reprezentace
ZOH 1998 Nagano
Mistrovství světa v ledním hokeji 1996
Mistrovství světa v ledním hokeji 1999

## Seznam úspěchů
Vítěz České a Slovenské Národní ligy (1991/92)
Vítěz Slovenské první ligy (1992/93)
Vítěz Slovenské nejvyšší ligy (1993/94)
1. místo ve Slovenské Extralize (1996/97)
1. místo v české Extralize (2003/04)